# Diocesi di Laghouat

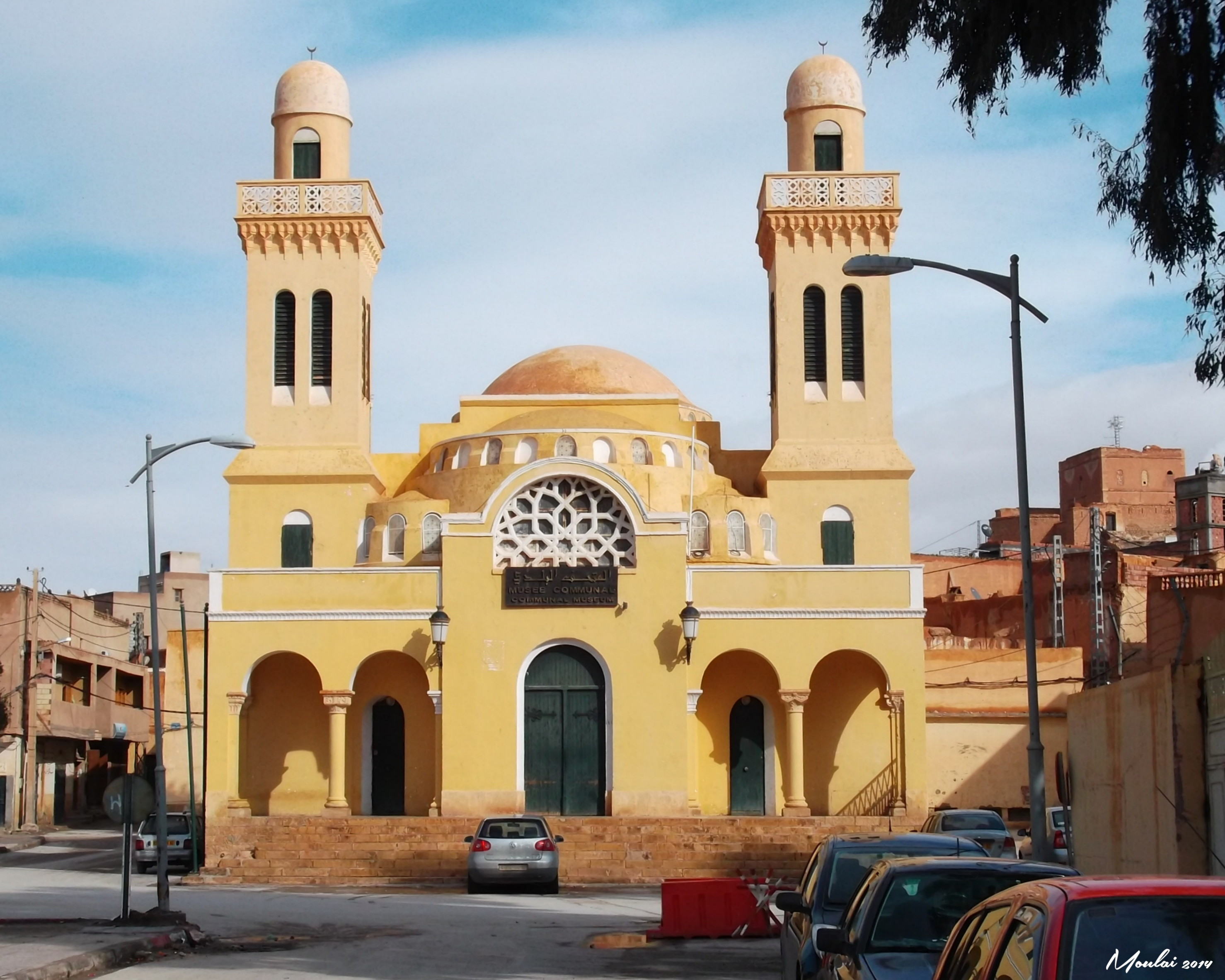
L'ex cattedrale di Sant'Ilarione a Laghouat, oggi museo comunale.

La diocesi di Laghouat (in latino Dioecesis Laghuatensis) è una sede della Chiesa cattolica in Algeria immediatamente soggetta alla Santa Sede. Nel 2023 contava 2.240 battezzati su 5.292.800 abitanti. È retta dal vescovo Diego Ramón Sarrió Cucarella, M.Afr.

## Territorio
La diocesi comprende tutto il territorio algerino a sud dell'Atlante.
La residenza vescovile è a Ghardaïa, dove sorge la procattedrale. Il titolo della diocesi fa riferimento alla città di Laghouat, già sede vescovile, dove si trova l'ex cattedrale di Sant'Ilarione, oggi sconsacrata e adibita a museo.
Il territorio è suddiviso in 9 parrocchie.

## Storia
La prefettura apostolica di Ghardaïa fu eretta il 19 luglio 1901, ricavandone il territorio dal vicariato apostolico di Sahara e Sudan (oggi arcidiocesi di Bamako).
Il 10 marzo 1915 cedette la Mauritania alla prefettura apostolica del Senegal (oggi diocesi di Saint-Louis du Sénégal).
Il 10 gennaio 1921 in forza del decreto Quo in nonnullis della Sacra Congregazione di Propaganda Fide assunse il nome di prefettura apostolica di Ghardaïa nel Sahara.
Il 28 aprile 1942 cedette una porzione del suo territorio a vantaggio dell'erezione della prefettura apostolica di Niamey (oggi arcidiocesi).
Il 10 giugno 1948 con la bolla Ghardaiensis in Sahara di papa Pio XII la prefettura apostolica fu elevata a vicariato apostolico.
Il 5 luglio 1954 ha ceduto una porzione del suo territorio a vantaggio dell'erezione della prefettura apostolica del Sahara spagnolo e di Ifni (oggi prefettura apostolica del Sahara Occidentale).
Il 14 settembre 1955 per effetto della bolla Dum tantis dello stesso papa Pio XII il vicariato apostolico è stato ulteriormente elevato a diocesi e ha assunto il nome attuale.

## Cronotassi dei vescovi
Si omettono i periodi di sede vacante non superiori ai 2 anni o non storicamente accertati.
- Charles Guérin † (1901 - 1910 deceduto)
- Henry Bardou † (1911 - 1916 deceduto)
- Louis David † (1916 - 1919 deceduto)
- Gustave-Jean-Marie Nouet, M.Afr. † (8 aprile 1919 - 1941 deceduto)
- Georges-Louis Mercier, M.Afr. † (1941 - 11 gennaio 1968 dimesso[2])
- Jean-Marie Michel Arthur Alix Zacharie Raimbaud, M.Afr. † (11 gennaio 1968 - 25 giugno 1989 deceduto)
- Michel-Joseph-Gérard Gagnon, M.Afr. † (4 febbraio 1991 - 1º giugno 2004 deceduto)
- Claude Jean Narcisse Rault, M.Afr. (26 ottobre 2004 - 16 marzo 2017 ritirato)
- John Gordon MacWilliam, M.Afr. (16 marzo 2017 - 25 gennaio 2025 ritirato)
- Diego Ramón Sarrió Cucarella, M.Afr., dal 25 gennaio 2025

## Statistiche
La diocesi nel 2023 su una popolazione di 5.292.800 persone contava 2.240 battezzati, corrispondenti allo 0,0% del totale.
| anno | popolazione | popolazione | popolazione | presbiteri | presbiteri | presbiteri | presbiteri                | diaconi | religiosi | religiosi | parrocchie |
| anno | battezzati  | totale      | %           | numero     | secolari   | regolari   | battezzati per presbitero | diaconi | uomini    | donne     | parrocchie |
| ---- | ----------- | ----------- | ----------- | ---------- | ---------- | ---------- | ------------------------- | ------- | --------- | --------- | ---------- |
| 1950 | 12.241      | 963.477     | 1,3         | 48         |            | 48         | 255                       |         | 3         | 129       | 12         |
| 1970 | 2.837       | 1.053.319   | 0,3         | 54         | 2          | 52         | 52                        |         | 60        | 124       | 4          |
| 1980 | 2.540       | 1.702.540   | 0,1         | 26         |            | 26         | 97                        |         | 33        | 93        | 10         |
| 1990 | 140         | 2.686.627   | 0,0         | 28         | 2          | 26         | 5                         |         | 32        | 59        | 10         |
| 1998 | 800         | 3.583.400   | 0,0         | 17         |            | 17         | 47                        |         | 24        | 35        | 10         |
| 2001 | 1.500       | 3.726.736   | 0,0         | 16         |            | 16         | 93                        |         | 23        | 39        | 10         |
| 2002 | 2.000       | 3.782.635   | 0,1         | 19         | 1          | 18         | 105                       |         | 27        | 35        | 11         |
| 2003 | 2.000       | 3.883.035   | 0,1         | 15         | 1          | 14         | 133                       |         | 22        | 37        | 10         |
| 2004 | 2.000       | 3.883.035   | 0,1         | 16         | 1          | 15         | 125                       |         | 24        | 37        | 10         |
| 2007 | 1.000       | 3.950.000   | 0,0         | 17         |            | 17         | 58                        |         | 23        | 36        | 11         |
| 2010 | 1.200       | 4.076.000   | 0,0         | 15         | 3          | 12         | 80                        |         | 22        | 38        | 12         |
| 2013 | 1.200       | 4.324.000   | 0,0         | 14         | 3          | 11         | 85                        |         | 16        | 32        | 11         |
| 2016 | 2.000       | 4.605.712   | 0,0         | 16         | 3          | 13         | 125                       |         | 22        | 36        | 10         |
| 2019 | 2.080       | 4.902.760   | 0,0         | 14         | 3          | 11         | 148                       |         | 20        | 26        | 10         |
| 2021 | 2.160       | 5.103.660   | 0,0         | 10         | 2          | 8          | 216                       |         | 14        | 22        | 9          |
| 2023 | 2.240       | 5.292.800   | 0,0         | 14         | 2          | 12         | 160                       |         | 19        | 23        | 9          |